# 何塞·巴特列-奥多涅斯
何塞·巴勃罗·托尔夸托·巴特列-奥多涅斯（西班牙語：José Pablo Torcuato Batlle y Ordóñez，1856年5月21日—1929年10月20日），乌拉圭政治家，1903—1907年和1911—1915年任总统，使他的国家从不稳定的独裁统治转变为有活力的民主国家。
他是前总统洛伦佐·巴特列将军之子。曾就读于蒙得维的亚大学和巴黎大学。1886年6月16日创办《日报》，开始政治生涯。不久参加乌拉圭两大政党之一的红党。1890年开始努力使其政党转变为一个全国范围的民主政治组织。1893年当选众议员，1896年又当选蒙得维的亚参议员。后担任参议院议长和红党全国执行委员会委员。1903年以微弱多数当选总统。因此与反对党白党发生冲突，引起1904年两党间的内战。红党于1905年的奥多涅斯战役中取得胜利，牢牢控制了国家。在1905年举行的大选中，他和红党获胜。1907年总统任期届满，他主动放弃职务。1911年再度当选总统。在两任总统期间，他进行了劳工改革，限制外国企业利润，鼓励移民，将公共工程国有化，废除死刑，保护非婚生儿童。第2次任期届满时，为了避免个人独揽大权，他试图建立执政团和修改宪法，但激起全国的反对，甚至使自己的政党发生分裂。1918年乌拉圭通过的新宪法规定，建立总统和全国行政委员会的双重行政制度。巴特列-奥多涅斯于1920年和1926年两次担任全国行政委员会主席。